# Michel Félix Dieu
Michel Félix Dieu né le 10 octobre 1848, mort le 22 avril 1878, est un chanteur d’opera.

## Biographie
Chanteur d’opéra, sa carrière fut écourtée par la maladie.

### Des débuts prometteurs à l’Opéra de Paris
Michel Félix Dieu entra à l’Opéra de Paris, dans le service du chant, le 1er octobre 1874. Son contrat fixait une durée de deux ans jusqu’au 30 septembre 1876, avec un traitement de cinq mille francs pour la première année et de sept mille pour la seconde. À cette date, Michel Dieu était domicilié 25, rue Louis-le-Grand. Il fit ses débuts à l'Opéra, salle Ventadour, le 14 octobre 1874, dans Les Huguenots, où il tenait le rôle du crieur. En 1875, il a chanté dans La Juive (héraut), puis dans Guillaume Tell (le chasseur), et Hamlet où il jouait Polonius.

### Une représentation au théâtre du Havre
Son contrat fut résilié le 15 août 1876, certainement en raison d’un manque d’assurance comme le laisse entendre une de ses lettres. Auparavant, il avait déjà obtenu un congé de huit mois sans appointements du 1er octobre 1875 à la fin mai 1876. Le 6 mai 1876, alors qu’il était en représentation au théâtre du Hâvre, il écrivait au directeur de l’Opéra de Paris : « Croyez, Monsieur et cher directeur, que j’ai tenu haut et ferme le drapeau de l’Opéra et que les huit mois d’exil que je viens de passer m’ont donné tout l’aplomb dont je manquais et si nécessaire à un débutant. »

### Des succès au théâtre de Gand
Visiblement, Michel Dieu espérait revenir à l’Opéra de Paris. Déjà le 15 novembre 1875, il écrivait de Gand (Belgique) au directeur de l’Opéra afin de l’informer de l’évolution de son chant et de lui transmettre une requête : « J'ai le plaisir de vous assurer que j’ai heureusement terminé mes débuts au théâtre de Gand et que je viens d’être admis à une forte majorité, ce qui est très agréable. En arrivant ici, j’ai payé mon tribut au climat par un fort rhume sous l’influence duquel j’ai dû chanter Bertrand, cet Atlas des rôles de basse. Heureusement pour moi, j’ai été promptement remis et j’ai pu effacer la froide impression que j’ai dû produire par trois bonnes représentations de La Juive, des Huguenots et de Robert le Diable. Dans ce dernier ouvrage, j’ai été rappelé après la valse infernale et après le duo des chevaliers de ma patrie. Enfin, Monsieur et cher directeur, je travaille de toutes mes forces afin de vous revenir digne de tenir un emploi à l’Opéra. Nous allons reprendre Hamlet et à ce propos, votre bonté fort connue, m’enhardit à vous adresser une demande que je vous supplie de ne pas trouver trop indiscrète : le costume du Roi, dans cet ouvrage, n’existe chez aucun costumier et je serai obligé de le faire faire  neuf pour deux ou trois fois dans le rôle ! Si vous vouliez bien me prêter, pour peu de temps, la robe qui servit jadis à M. Ponsard, je vous en serais fort reconnaissant. »
Dans cette même lettre, Michel Dieu prenait soin de glisser un extrait du Nouvelliste de Gand à son sujet : « Monsieur Michel Dieu a été tout bonnement sublime au troisième acte, tant comme acteur que comme musicien. Aussi l’a-t-on rappelé d’une voix unanime et couvert de bravos mérités en compagnie du ténor M. Doria après le magnifique duo, splendidement enlevé. Nous avions bien auguré des moyens de Monsieur Dieu et ce sera pour notre scène une bien précieuse acquisition. »

### Un court intermède à Lyon, et un ultime succès au théâtre de Liège
En 1877, on retrouve Michel Dieu sur la scène du théâtre de Liège, où il tenait un emploi de première basse de grand opéra. Là, tombant malade à la fin de la saison, il mourut à Liège, le 22 avril 1878. Voici ce que rapporte Le Salut Public, journal lyonnais : « On annonce la mort à Liège de Monsieur Michel Dieu, notre compatriote, qui s’était présenté au commencement de l’année au Grand Théâtre de Lyon pour y occuper l’emploi de première basse. Monsieur Michel Dieu, en quittant Lyon, était allé à Liège où son réel talent, comme artiste et comme chanteur, lui avait valu un grand succès. Il vient d’être enlevé en quelques jours par un érysipèle ». Plus loin, l’article de presse mentionne que ses obsèques ont été accompagnées par une foule considérable qui avait tenu à donner au jeune artiste un dernier témoignage de sympathie.